# Гевко Андрій Євгенович
Андрій Євгенович Гевко (нар. 17 червня 1981, м. Тернопіль) — Член Центральної виборчої комісії з 2019 року. Колишній заступник Міністра освіти і науки України. 5 ранг державного службовця.
Співзасновник ВГО "Громадянська мережа «Опора». Кандидат у народні депутати від партії «Голос» на парламентських виборах 2019 року, № 23 у списку.

## Освіта
У 2004 році закінчив Тернопільський державний технічний університет імені Івана Пулюя (магістр біотехнічних та медичних апаратів і систем).

## Трудова діяльність
2004—2006 — заступник директора з персоналу ПМП «Хелена»;
2006—2009 — виконавчий директор ВГО "Громадянська мережа «Опора»;
2009 — радник Міністра освіти і науки України Івана Вакарчука (відділ апарату Міністра);
2009—2010 — директор департаменту роботи з кадрами вищої школи та державної служби Міністерства освіти і науки України;
2012—2014 — помічник-консультант народного депутата України Михайла Головка;
2014 — помічник Міністра освіти і науки України Сергія Квіта (відділ забезпечення діяльності Міністра);
2 липня 2014 — 11 травня 2016 — заступник Міністра освіти і науки України.
2016—2017 — менеджер з адвокації коаліції громадських організацій «Реанімаційний пакет реформ».
2017 — координатор з розвитку спроможності Центрального офісу реформ при Мінрегіоні (Програма «U-LEAD with Europe [Архівовано 12 травня 2020 у Wayback Machine.]»).
2018 — керував роботою відділу адвокації РПР.
Був помічником члена ЦВК.

## Особисте життя
Одружений, виховує дві доньки